# Borda (maison)
Pour les articles homonymes, voir Borda.
Une borda (prononciation bordo en occitan de Gascogne), une borde en français, est une maison ou une ferme recouverte traditionnellement de planches de bois (boärd en germanique, board en anglais).
Le terme est resté pour désigner les fermes ou les personnes les habitants (Bordier pour fermier, Bordeneuve pour ferme neuve, Bordevieille..).